# 艾迪爾與蕭特 (英國國會選區)

選區在蘇格蘭的位置

艾迪爾與蕭特（英語：Airdrie and Shotts），英國國會蘇格蘭一郡選區，包括北拉納克郡一部。選區始創於1997年。
本區當區議員一直屬工黨。2010年大選中彭美拉·納什以58.2%選票繼承了韋俊安的議席。